# Frederic De Forest Allen
Frederic De Forest Allen (* 25. Mai 1844 in Oberlin, Ohio; † 4. August 1897 in Cambridge, Massachusetts) war ein US-amerikanischer Klassischer Philologe.

## Leben
Frederick De Forest Allen war der Sohn des Geologen und Komponisten George Nelson Allen (1812–1877), der am Oberlin College lehrte, und seiner Frau Mary Rudd Allen. Er studierte an der Western Reserve University und am Oberlin College, wo er 1863 den Bachelorgrad erlangte (A. B.). Anschließend unterrichtete er von 1863 bis 1865 an der Highschool in Sewickly (Pennsylvania). Von 1866 bis 1868 war er Dozent für Griechisch und Latein an der East Tennessee State University. Von 1868 bis 1870 unternahm er eine längere Studienreise in Europa und studierte unter anderem an der Universität Leipzig Klassische Philologie, wo ihn besonders der Sprachwissenschaftler Georg Curtius anregte. Bei ihm verfasste Allen seine Doktorarbeit, mit der er 1870 zum Dr. phil. promoviert wurde.
Nach seiner Rückkehr in die Vereinigten Staaten lehrte Allen weiterhin an der Eastern Tennessee State University. 1873 ging er als Tutor an die Harvard University und bereits ein Jahr später (1874) als Professor of Ancient Languages an die University of Cincinnati. Von dort wechselte er 1879 als Professor of Greek an die Yale University und 1880 als Professor of Classical Philology an die Harvard University. Er starb am 4. August 1897 an den Folgen eines Fahrradunfalls, den er auf einer Reise nach Portsmouth (New Hampshire) erlitten hatte.
Allens Forschungsschwerpunkt war die griechische Sprache und Literatur, deren Kenntnis er insbesondere während seines Leipziger Studiums vervollkommnete. Er gab Übersetzungen griechischer Tragödien heraus, überarbeitete die griechische Grammatik (Greek Grammar, 1886) von James Hadley und veröffentlichte Studien zu griechischen Versinschriften. Seine Kenntnisse der antiken Metrik sowie sein musikalisches Wissen, das er von seinem Vater erworben hatte, nutzte er für eine Vertonung der Terenz-Komödie Phormio, die 1894 aufgeführt wurde.
Allens letztes Projekt, eine Ausgabe der Platon-Scholien, wurde nach seinem Tod von William Chase Greene fertiggestellt (1938).

## Schriften (Auswahl)
- De dialecto Locrensium. s. n., Leipzig 1870, (Dissertation, Digitalisat).
- The Medea of Euripides, with Notes and an Introduction. Ginn Brothers, Boston MA 1876, (Digitalisat; überarbeitete Auflage von Clifford Herschel Moore. Ginn & Company, Boston MA 1901, Digitalisat).
- Remnants of Early Latin. Selected and explained for the Use of Students. Ginn & Heath, Boston MA 1880, (Digitalisat).
- On Greek Versification in Inscriptions. In: Papers of the American School of Classical Studies at Athens. Band 4, 1885/1886 (1888), S. 35–204, doi:10.11588/diglit.8561.4.
- The Prometheus Bound of Aeschylus and the Fragments of the Prometheus Unbound. With Introduction and Notes by Nikolaus Wecklein. Ginn & Company, Boston MA u. a. 1891, (Digitalisat).